# Eye Weekly

Eye Weekly était un hebdomadaire gratuit publié à Toronto, en Ontario, au Canada. Il appartenait à Torstar, la société mère du Toronto Star, et était publié par leur groupe Star Media jusqu'à leur dernier numéro du 5 mai 2011. La semaine suivante, Torstar a lancé une publication successive, The Grid.

## Histoire
La publication d'Eye Weekly a débuté le 10 octobre 1991, suivi d'une mise en ligne d'abord via Usenet en mars 1994, puis via son propre site Web en octobre 1994, devenant l'un des premiers organes de presse écrite à proposer une version en ligne. Selon un rapport de 2005-2007, le tirage était de 120 000 exemplaires.